# Танцы на грани
«Танцы на грани» (англ. Dancing on the Edge) – британская телевизионная драма, написанная Стивеном Поляковым и спродюсированная Би-би-си. Сериал транслировался на BBC Two с 4 февраля по 10 марта 2013 года. Он был номинирован на три премии на 71-й церемонии вручения премии Золотой глобус.

## Сюжет
Сериал рассказывает о жизни чернокожей джазовой группы в Лондоне в 1930-х годах. Состоящая из талантливых музыкантов и управляемая сострадательным, но вспыльчивым Уэсли Холтом, группа получает заказ в отеле Imperial через хитрого журналиста Стэнли Митчелла. Они становятся популярными и пользуются успехом в отеле. Аристократы и королевская семья просят группу играть на вечеринках. СМИ спешат взять интервью и сфотографировать группу, которую также связывают с богатым американским бизнесменом Уолтером Мастерсоном и его увлеченным британским сотрудником Джулианом. Успех группы растет по спирали, им предлагают контракты на запись. Но случается трагедия, запускающая цепочку событий, которые могут разрушить карьеру группы.

## В ролях
- Чиветел Эджиофор — Луис Лестер
- Энджел Колби ― Джесси Тейлор
- Вунми Мосаку ― Карла
- Эрион Бакаре — Уэсли Холт
- Мэттью Гуд ― Стэнли Митчелл
- Дженна Коулман ― Рози Уильямс
- Аллан Кордюнер — Мистер Вакс
- Жаклин Биссет ― Лавиния, леди Кремон
- Джон Гудмен — Уолтер Мастерсон
- Том Хьюз ― Джулиан Ласкомб
- Джоанна Вандерхам — Памела Ласкомб
- Джанет Монтгомери — Сара Питерс
- Энтони Хэд — Артур Дональдсон

## Награды и номинации
| Награда                                        | Категория                                                                                   | Номинанты         | Результат |
| ---------------------------------------------- | ------------------------------------------------------------------------------------------- | ----------------- | --------- |
| Satellite Awards                               | Лучший мини-сериал или телефильм                                                            | Танцы на грани    | Победа    |
| Satellite Awards                               | Лучший актёр в мини-сериале или телефильме                                                  | Мэттью Гуд        | Номинация |
| Satellite Awards                               | Лучший актёр в мини-сериале или телефильме                                                  | Chiwetel Ejiofor  | Номинация |
| Golden Globe Awards                            | Лучший мини-сериал или телефильм                                                            | Танцы на грани    | Номинация |
| Golden Globe Awards                            | Лучший актёр в мини-сериале или телефильме                                                  | Чиветел Эджиофор  | Номинация |
| Golden Globe Awards                            | Лучшая актриса второго плана в сериале, минисериале или телефильме                          | Jacqueline Bisset | Победа    |
| Primetime Emmy Awards                          | Выдающийся исполнитель главной роли в мини-сериале или фильме                               | Чиветел Эджиофор  | Номинация |
| Black Reel Award                               | Выдающийся актёр, телефильм или мини-сериал                                                 | Чиветел Эджиофор  | Победа    |
| Broadcasting Press Guild Award                 | Лучший актёр                                                                                | Чиветел Эджиофор  | Победа    |
| Image Award                                    | Выдающийся актёр в телевизионном фильме, мини-сериале или специальном драматическом сериале | Чиветел Эджиофор  | Номинация |
| Royal Television Society Craft & Design Awards | Дизайн костюмов - Драма                                                                     | Линдси Пью        | Номинация |
| BAFTA TV Awards                                | Television Craft \| Sound – Fiction in 2014                                                 | Эдриан Белл       | Won       |